# Мариур, Кераи
Кераи Мариур (англ. Kerai Mariur; род. 4 июня 1951, Ollei, Нгарчелонг) — политический и государственный деятель Палау, вице-президент (2009—2013).

## Биография
Родился 4 меня 1951 года в городе Оллеи. Он получил образование в области делового администрирования и высшее образование в области бухгалтерского учёта, полученное в Международном бизнес-колледже Кэннона в Гонолулу. 
Работал в Национальном конгрессе Палау в качестве члена Палаты делегатов на протяжении четырёх лет. Мариур сыграл ключевую роль в экономическом и экологическом законодательстве Палау. Законы, принятые Мариуром во время его работы в конгрессе, включают Закон о защите морской среды, Закон Республики Палау об авторских правах и Закон о сети охраняемых территорий. Он был председателем в Постоянном комитете по делам молодежи и культуры, судебной системе и правительственным делам.
Джонсон Торибионг выбрал Мариура своим кандидатом на пост вице-президента на выборах в Палау в 2008 году. После победы на выборах их инаугурация состоялась 15 января 2009 года. Мариур также был министром финансов.